# Haplothysanus astragalus
Haplothysanus astragalus är en mångfotingart som beskrevs av Carl Graf Attems 1912. Haplothysanus astragalus ingår i släktet Haplothysanus och familjen Odontopygidae. Inga underarter finns listade i Catalogue of Life.